# Пшеничненское сельское поселение
Пшеничненское се́льское поселе́ние (укр. Пшеничненське сільське поселення, крымскотат. Къарангъыт кой юрту, Qaranğıt köy yurtu) — муниципальное образование в Нижнегорском районе Республики Крым России, в степном Крыму, побережье Сиваша. 
Административный центр — село Пшеничное.

## История
В советское время был образован Пшеничненский сельский совет.
Сельское поселение образовано в соответствии с законом Республики Крым от 5 июня 2014 года.

## Население
| 2001  | 2014  | 2015  | 2016  | 2017  | 2018  | 2019  |
| ----- | ----- | ----- | ----- | ----- | ----- | ----- |
| 1765  | ↘1233 | ↗1234 | ↘1214 | ↘1212 | ↘1197 | ↗1202 |
| 2020  | 2021  |       |       |       |       |       |
| ↗1210 | ↗1305 |       |       |       |       |       |

## Состав сельского поселения
| № | Населённый пункт | Тип населённого пункта       | Население |
| - | ---------------- | ---------------------------- | --------- |
| 1 | Пшеничное        | село, административный центр | ↘868      |
| 2 | Дворовое         | село                         | ↘20       |
| 3 | Любимовка        | село                         | ↘284      |
| 4 | Сливянка         | село                         | ↘61       |